# 사이자키정
사이자키정(일본어: 幸崎町)은 일본 히로시마현 도요타군에 있던 정이다. 현재의 미하라시에 해당한다.